# Катіна служба
«Катіна служба» — радянський короткометражний художній фільм 1977 року режисера Бориса Токарєва, за однойменною повістю Леоніда Корнюшина.

## Сюжет
На пошті невеликого містечка працює Катя Єрохіна. Два місяці щодня заходить Федір Боровиков — який безуспішно чекає листів від дружини…

## У ролях
- Людмила Гладунко — Катя Єрохіна
- Микола Парфьонов — Тимохін
- Валентина Березуцька — Лєтучкіна
- Борис Руднєв — Боровиков
- Аріна Алейникова — дружина Боровикова
- Елла Некрасова — епізод
- Валентин Брилєєв — епізод

## Знімальна група
- Режисер — Борис Токарєв
- Сценаристи — Аркадій Трифонов, Борис Токарєв
- Оператор — Анатолій Ніколаєв
- Художник — В. Кладієнко